# Zwartkoppissebed
De zwartkoppissebed (Porcellio spinicornis) is een pissebed uit de familie Porcellionidae. De wetenschappelijke naam van de soort is voor het eerst geldig gepubliceerd in 1818 door Say.